# Tokyo Frog Kings
Las Tokyo Frog Kings (en español: Reyes Rana de Tokio) son una franquicia japonesa de natación profesional, que participa en la Liga Internacional de Natación. Tiene sede en la ciudad de Tokio y se fundó en 2020.

## Historia

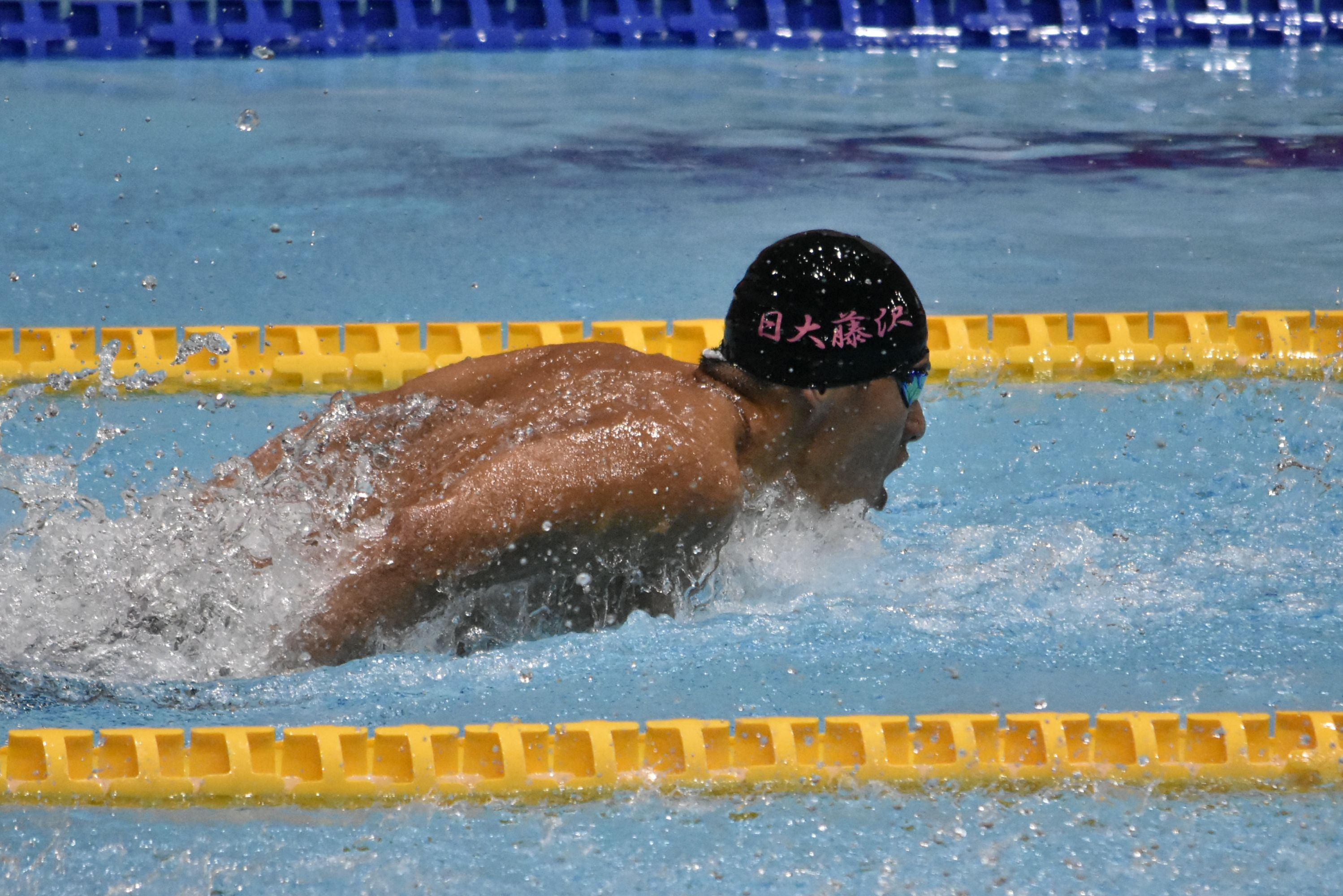
El equipo tiene a la estrella Tomoru Honda.

El primer equipo de natación profesional de Asia se unió a la Liga Internacional de Natación (ISL) en 2020. El medallista de oro Kōsuke Kitajima se desempeña como gerente general y el entrenador jefe es el americano Dave Salo, exdirector de natación de la Universidad del Sur de California (USC) y antiguo miembro del cuerpo técnico de USA Swimming.
En la segunda temporada, que fue su primera disputa, terminó sexto. El equipo pretende llegar a la final por primera vez en la temporada 2021.

## Plantel 2021

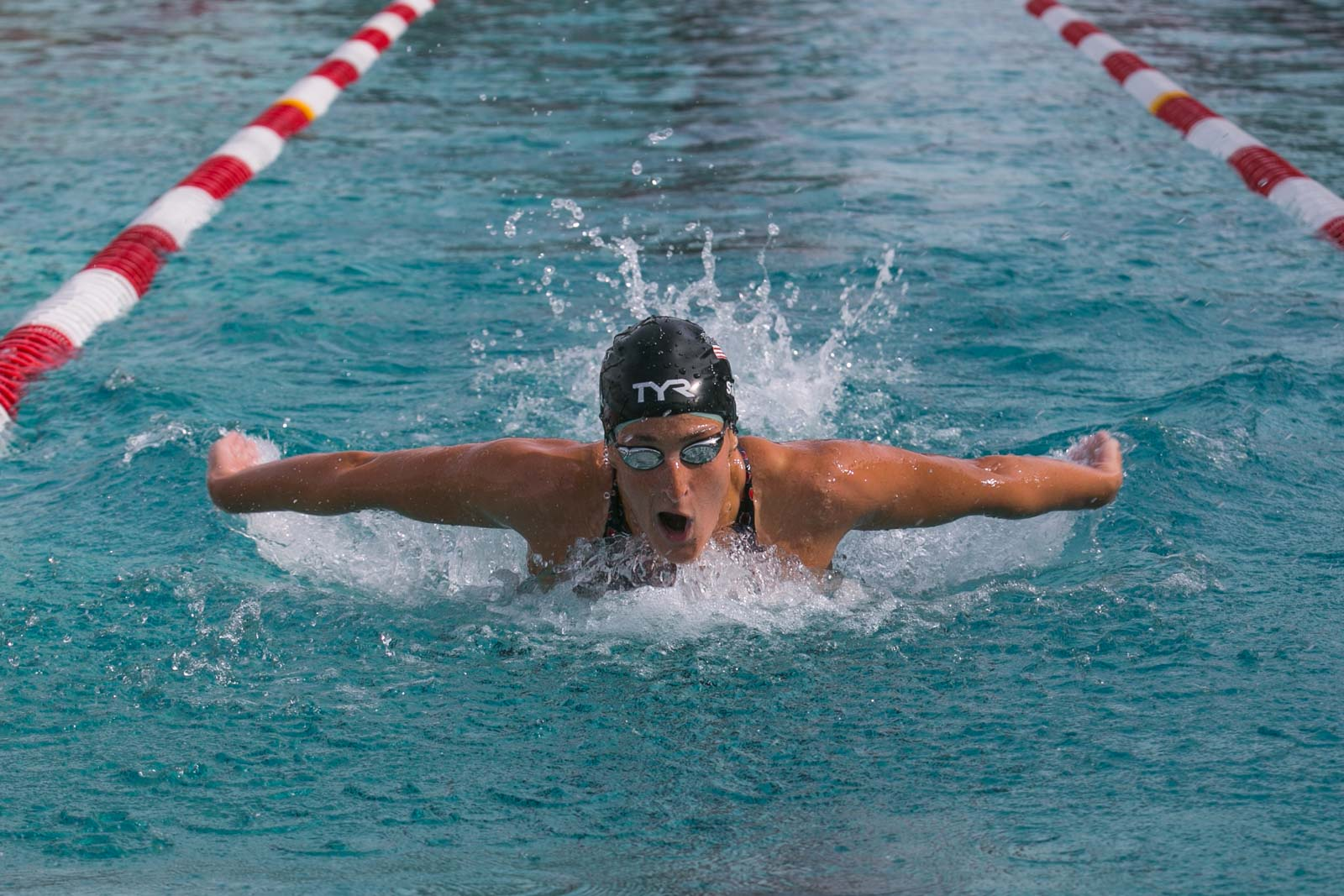
Leah Smith, nadadora del equipo.

Se indica solo el estilo más destacado del/a nadador/a.

### Mujeres
| Nadadora         | Edad    | Estilo  |
| ---------------- | ------- | ------- |
| Catie DeLoof     | 28 años | Crol    |
| Chihiro Igarashi | 29 años | Crol    |
| Harriet Jones    | 27 años | Medley  |
| Julie Meynen     | 27 años | Crol    |
| Leah Smith       | 29 años | Crol    |
| Cassie Wild      | 24 años | Espalda |
| ¿?               | 29 años | ¿?      |

### Varones
| Nadador            | Edad    | Estilo   |
| ------------------ | ------- | -------- |
| Tomoru Honda       | 23 años | Mariposa |
| Cristian Quintero  | 32 años | Crol     |
| Pedro Spajari      | 28 años | Crol     |
| Zac Stubblety-Cook | 29 años | Pecho    |
| ¿?                 | 29 años | ¿?       |
| ¿?                 | 29 años | ¿?       |